# Hradec u Kadaně
Hradec (deutsch: Burgstadtl) ist ein Ortsteil der Gemeinde Rokle im Okres Chomutov, Ústecký kraj, Tschechien. 
Der Ort liegt 3 km südöstlich von Kadaň unweit der Eger und des Stausees Nechranice an den nordöstlichen Ausläufern des Duppauer Gebirges. Am Rande des Ortes befindet sich an einem kleinen See ein beliebter Autocamping-Platz.

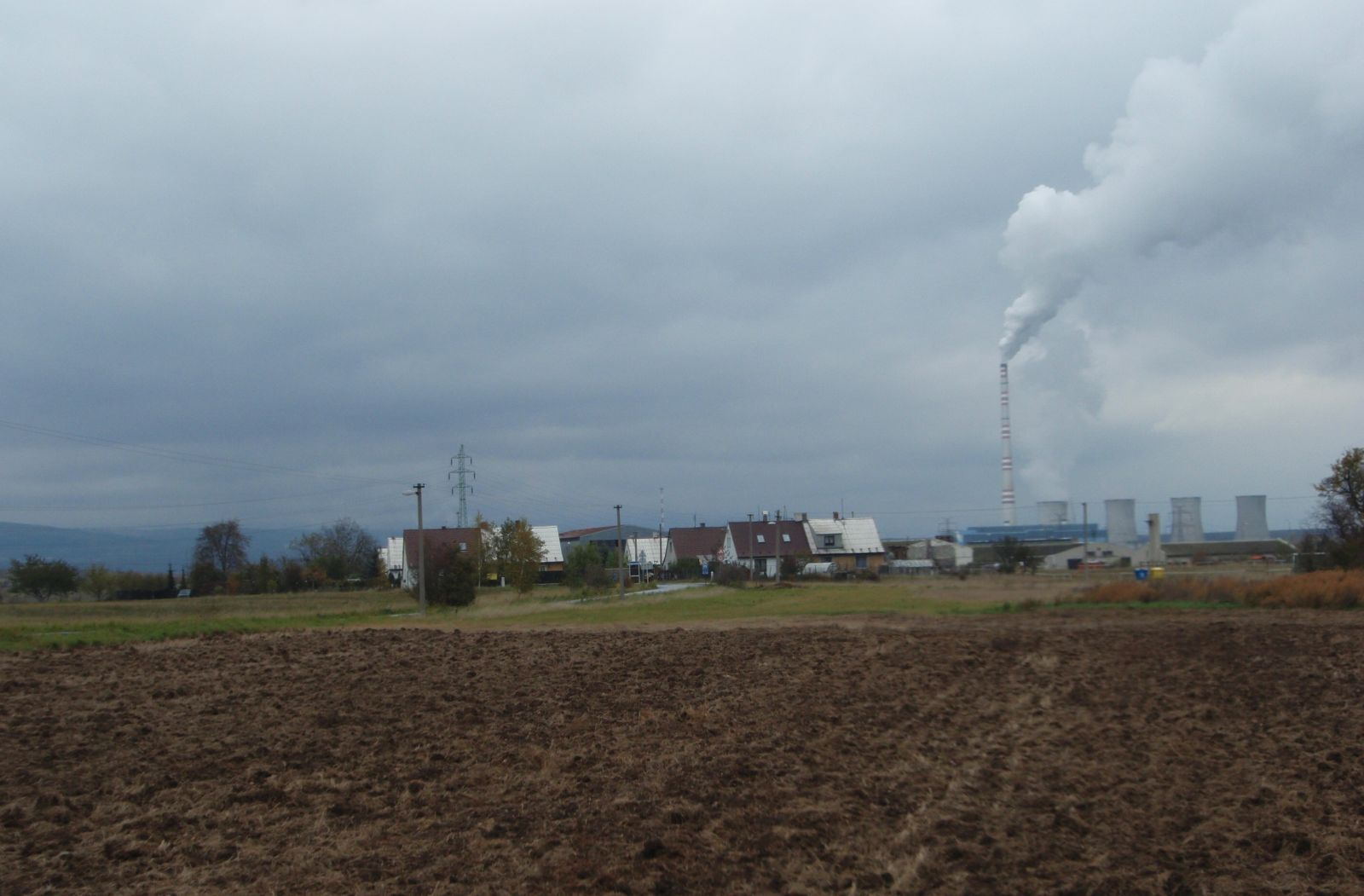
Hradec

Südlich von Hradec befindet sich das Umspannwerk Hradec, in dem die von den umliegenden Braunkohlekraftwerken ausgehenden Hochspannungsleitungen zusammengeführt werden und in dem die Lastverteilung vorgenommen wird. 
Auf dem gleichnamigen Hügel nahe dem Dorf wurde die frühzeitliche Wogastisburg vermutet. Ausgrabungen brachten Funde einer slawischen Besiedlung zu Tage, die jedoch aus dem 8. Jahrhundert stammten.
1991 hatte der Ort 118 Einwohner. Im Jahre 2001 bestand das Dorf aus 32 Häusern, in denen 147 Menschen lebten.